# 자유 표준 그룹
자유 표준 그룹(Free Standards Group, FSG)은 주로 오픈 소스의 표준을 채택 및 지정하고 추진하기 위해 공인된 산업 비영리 컨소시엄이다. 1998년에 설립되었다.
자유 표준 그룹(FSG)에 의해 개발된 모든 표준은 공개 조건(표지 텍스트 또는 고정 섹션이 없는 GNU 자유 문서 라이센스)에 따라 릴리스되었으며 테스트 스위트, 샘플 구현 및 기타 소프트웨어는 무료 소프트웨어로 릴리스되었다.
2007년 1월 22일, 자유표준그룹(Free Standards Group)과 OSDL이 합병되어 리눅스재단(The Linux Foundation)을 형성하여 마이크로소프트사(Microsoft Windows)와의 경쟁에서 리눅스(Linux)를 홍보하는데 초점을 맞추었다.

## 같이 보기
- 도규먼트 재단
- 캐노니컬
- IBM
- 오픈프린팅